# بولقان
بولقان (به لاتین: Bulqan) یک منطقه مسکونی در جمهوری آذربایجان است که در حومه شهر نخجوان واقع شده است. بولقان ۱۱۵۰ نفر جمعیت دارد.